# Jessica Dinnage
Jessica Dinnage, née le 22 octobre 1993, est une actrice danoise. Elle est surtout connue pour son rôle de Lea dans la série télévisée The Rain de Netflix.

## Biographie

### Jeunesse
Jessica Dinnage a étudié à l'école nationale danoise des arts de la scène (Den Danske Scenekunstskole) à Copenhague.

### Carrière
Jessica Dinnage a fait ses débuts au cinéma en tant que réalisateur dans le film danois The Man de Charlotte Sieling en 2017. En 2018, elle a ensuite joué un rôle principal dans The Guilty de Gustav Möller aux côtés de Jakob Cedergren, qui traite de la recherche par la police d'une femme enlevée. Plus tard, elle a joué aux côtés d'Alba August et Lucas Lynggaard Tønnesen et Angela Bundalovic dans le rôle de Lea dans la série de Netflix The Rain. Cette fiction raconte l'histoire d'un groupe de personnes essayant de survivre six ans après la destruction du monde par un virus mortel, qui se répand grâce à la pluie. 

## Filmographie

### Cinéma
- 2017 : The Man : Lilly
- 2018 : The Guilty : Iben
- Ustyrlig 2022 : Sørine

### Télévision
- 2018 - 2019 : The Rain : Lea (14 épisodes)

## Récompenses et distinctions
- 2019 : Robert de la meilleure actrice dans un second rôle pour Den skyldige (The Guilty)

- (en) : Awards, sur l'Internet Movie Database